# USS Chatelain (DE-149)
USS Chatelain (DE-149) là một tàu hộ tống khu trục lớp Edsall từng phục vụ cùng Hải quân Hoa Kỳ trong Chiến tranh Thế giới thứ hai. Nó là chiếc tàu chiến duy nhất của Hải quân Hoa Kỳ được đặt cái tên này, theo tên hạ sĩ quan Hubert Paul Chatelain (1917-1942), người từng phục vụ trên thiết giáp hạm South Dakota (BB-57), đã tử trận trong Trận chiến quần đảo Santa Cruz ngày 26 tháng 10, 1942 và được truy tặng Huân chương Ngôi sao Bạc. Nó đã phục vụ cho đến khi chiến tranh kết thúc, xuất biên chế năm 1946, rồi bị bán để tháo dỡ vào năm 1974. Chatelain được tặng thưởng năm Ngôi sao Chiến trận và cùng chia sẻ danh hiệu Đơn vị Tuyên dương Tổng thống do thành tích phục vụ trong Thế Chiến II.

## Thiết kế và chế tạo
Lớp Edsall có thiết kế hầu như tương tự với lớp Cannon dẫn trước; khác biệt chủ yếu là ở hệ thống động lực Kiểu FMR do được trang bị động cơ diesel Fairbanks-Morse dẫn động qua hộp số giảm tốc đến trục chân vịt. Đây là cấu hình động cơ được áp dụng rộng rãi trên tàu ngầm, được chứng tỏ là có độ tin cậy cao hơn so với lớp Cannon.
Vũ khí trang bị bao gồm ba pháo 3 in (76 mm)/50 cal trên tháp pháo nòng đơn có thể đối hạm hoặc phòng không, một khẩu đội pháo phòng không Bofors 40 mm nòng đôi và tám pháo phòng không Oerlikon 20 mm. Vũ khí chống ngầm bao gồm một dàn súng cối chống tàu ngầm Hedgehog Mk. 10 (có 24 nòng và mang theo 144 quả đạn); hai đường ray Mk. 9 và tám máy phóng K3 Mk. 6 để thả mìn sâu. Con tàu vẫn giữ lại ba ống phóng ngư lôi Mark 15 21 inch (533 mm), và được trang bị radar SC dò tìm không trung và mặt biển. Thủy thủ đoàn đầy đủ bao gồm 186 sĩ quan và thủy thủ.
Chatelain được đặt lườn tại xưởng tàu của hãng Consolidated Steel Corporation ở Orange, Texas vào ngày 25 tháng 1, 1943. Nó được hạ thủy vào ngày 21 tháng 4, 1943, được đỡ đầu bởi bà L. T. Chatelain, và nhập biên chế cùng Hải quân Hoa Kỳ vào ngày 22 tháng 9, 1943 dưới quyền chỉ huy của Hạm trưởng, Thiếu tá Hải quân James Louis Foley.

## Lịch sử hoạt động
Sau khi hoàn tất việc chạy thử máy huấn luyện tại vùng biển Caribe, trong giai đoạn từ ngày 20 tháng 11, 1943 đến ngày 7 tháng 3, 1944, Chatelain đã hộ tống hai đoàn tàu vận tải vượt Đại Tây Dương để đi sang Derry, Bắc Ireland và Gibraltar. Sau đó nó được điều động gia nhập một đội đặc nhiệm tìm-diệt tàu ngầm, được hình thành chung quanh tàu sân bay hộ tống USS Guadalcanal (CVE-60). Đơn vị này tuần tra dọc theo các tuyến hàng hải vượt Đại Tây Dương để truy lùng tàu ngầm U-boat Đức.
Đang khi đội đặc nhiệm di chuyển từ Casablanca, Maroc thuộc Pháp sang hướng Tây để quay trở về Hoa Kỳ, vào ngày 9 tháng 4, 1944, tàu ngầm U-515 bị phát hiện khi thu được bức điện vô tuyến của nó, và bị máy bay cất cánh từ Guadalcanal trông thấy và tấn công. Hai lượt tấn công bằng mìn sâu và súng cối chống ngầm Hedgehog của đội đặc nhiệm đã buộc chiếc U-boat phải trồi lên mặt biển, và nó bị hỏa lực phối hợp của Chatelain, Pillsbury (DE-133), Pope (DE-134) và Flaherty (DE-145) đánh chìm về phía Tây Bắc quần đảo Madeira, Bồ Đào Nha, tại tọa độ 34°35′B 19°18′T / 34,583°B 19,3°T. Trong số thủy thủ đoàn chiếc U-boat, 16 người đã tử trận, và 44 người khác bao gồm hạm trưởng đã bị bắt làm tù binh.
Đến ngày 4 tháng 6, 1944, tại vị trí khoảng 100 dặm ngoài khơi quần đảo Cape Verde, đội đặc nhiệm dò được tín hiệu sonar của một tàu ngầm đối phương đang di chuyển dưới mặt nước, tìm cách lẻn qua hàng rào các tàu hộ tống khu trục để tấn công Guadalcanal. Hai phi công đã phát hiện chiếc tàu ngầm dưới mặt nước, nên đã bắn để chỉ điểm cho Chatelain, Pillsbury, và Jenks (DE-665) đi đến tấn công. Lượt tấn công bằng mìn sâu của Chatelain đã gây một lổ thủng trên vỏ ngoài chiếc U-505, và hạm trưởng chiếc U-505, tin rằng chiếc U-boat của mình đã bị hư hại nặng nên ra lệnh bỏ tàu, khiến con tàu chạy theo một vòng tròn tại tọa độ 21°30′B 19°20′T / 21,5°B 19,333°T. Một đội đổ bộ từ Pillsbury đi sang chiếc U-boat, chiếm giữ hai máy mật mã Enigma, bảng mật mã, loại bỏ các quả mìn hẹn giờ, đóng các van và bịt các lổ thủng trước khi kiểm soát được chiếc U-boat. Hạm trưởng chiếc U-505 cùng năm sĩ quan khác và 53 thủy thủ bị bắt làm tù binh, nhưng thông tin này được giữ kín để giữ bí mật việc U-505 bị "bắt sống". Việc chiếm giữ U-505 đã bộc lộ nhiều bí mật được Hải quân Đức giữ kín; chiến công này được ghi nhận bởi danh hiệu Đơn vị Tuyên dương Tổng thống cho tập thể đội đặc nhiệm tàu sân bay hộ tống Guadalcanal.
Trong một hoạt động khác vào gần cuối chiến tranh, Chatelain tham gia cuộc săn đuổi kéo dài 12 giờ nhằm truy lùng chiếc U-boat vốn đã phóng ngư lôi đánh chìm tàu hộ tống khu trục chị em Frederick C. Davis (DE-136) vào ngày 24 tháng 4, 1945. Tám tàu chiến khác đã cùng tham gia vào việc trả thù cho Frederick C. Davis, cuối cùng đã đánh chìm chiếc U-546 tại vị trí về phía Tây Bắc quần đảo Azores, ở tọa độ 43°53′B 40°07′T / 43,883°B 40,117°T. 26 thành viên thủy thủ đoàn chiếc U-boat đã tử trận, và 33 người khác sống sót bị bắt làm tù binh.
Sau khi chiến tranh kết thúc tại Châu Âu, Chatelain tiếp tục hoạt động tuần tra và hộ tống vận tải tại vùng bờ Đông, cũng như phục vụ canh phòng máy bay để huấn luyện phi công trên các tàu sân bay cho đến ngày 20 tháng 11. Con tàu đi đến Charleston, South Carolina, và sau đó chuyển đến Green Cove Springs, Florida, nơi nó được cho xuất biên chế vào ngày 14 tháng 6, 1946, và được đưa về Hạm đội Dự bị Đại Tây Dương. Tên nó được cho rút khỏi danh sách Đăng bạ Hải quân vào ngày 1 tháng 8, 1973, và con tàu sau cùng bị bán để tháo dỡ vào ngày 24 tháng 6, 1974.

## Phần thưởng
Chatelain được tặng thưởng danh hiệu Đơn vị Tuyên dương Tổng thống cùng năm Ngôi sao Chiến trận do thành tích phục vụ trong Thế Chiến II.
|  |             |  |
|  | Silver star |  |

| Dãi băng Hoạt động Tác chiến (truy tặng) | Dãi băng Hoạt động Tác chiến (truy tặng)                                     | Đơn vị Tuyên Dương Tổng thống                                                | Đơn vị Tuyên Dương Tổng thống        |
| Huân chương Chiến dịch Hoa Kỳ            | Huân chương Chiến dịch Châu Âu-Châu Phi-Trung Đông với 5 Ngôi sao Chiến trận | Huân chương Chiến dịch Châu Âu-Châu Phi-Trung Đông với 5 Ngôi sao Chiến trận | Huân chương Chiến thắng Thế Chiến II |